# Marta Wiejak
Marta Wiejak (ur. w Lublinie w 1986 r.) – polska aktorka i wokalistka Teatru Muzycznego „Roma” w Warszawie, a także aktorka mocapowa. W 2024 roku dołączyła do zespołu artystycznego Teatru Polskiego im. Arnolda Szyfmana w Warszawie.

## Życiorys
Wychowała się w Puławach, gdzie przez 12 lat uczęszczała do Zespołu Baletowego „Etiuda”. Zamiłowanie do stepu zaowocowało w 2003 r. zajęciem II miejsca na Mistrzostwach Polski w Tańcu Sportowym. W 2009 ukończyła Studium Wokalno-Aktorskie im. D. Baduszkowej w Gdyni. Ma młodszego brata, Adama, który ma własny kanał „Poszukiwacz” w serwisie YouTube.
Jako aktorka mocapowa (technika motion-capture) brała udział w tworzeniu gier komputerowych – m.in. Wiedźmin 2: Zabójcy królów, Wiedźmin 3: Dziki Gon, This War of Mine, Shadow Warrior, Shadow Warrior 2, Twin Mirror, The Medium.
W latach 2012−2013 występowała gościnnie w londyńskim The Club at The Ivy w towarzystwie jazzowego pianisty Joe Thompsona. Wiosną 2019 wzięła udział w jedenastej edycji programu Twoja twarz brzmi znajomo, emitowanego w telewizji Polsat, gdzie zajęła 5. miejsce. Wygrała drugi odcinek, wcielając się w rolę Nicki Minaj. Czek na 10.000 zł przekazała na rzecz hospicjum im. Świętej Matki Teresy w Puławach.

## Role teatralne
Teatr Muzyczny „Roma”:
- Piloci jako Alice
- Deszczowa piosenka jako Kathy Selden
- Ale Musicale!
- Alicja w Krainie Czarów jako Dodo / Księżna / Zając
- Księga Dżungli jako Bageera

Och-Teatr:
- The Rocky Horror Show jako Magenta

Teatr Wielki – Opera Narodowa w Warszawie:
- Traviata
- Borys Godunow
- Oniegin

Teatr Polski w Warszawie:
• Cztery pory miłości
- Żołnierz królowej Madagaskaru jako Kamilla

Teatr Muzyczny „Capitol” we Wrocławiu:
- A Chorus Line jako Maggie

Teatr Muzyczny w Gdyni:
- Shrek jako Fiona

Teatr Muzyczny w Gliwicach:
- Rodzina Addamsów jako Morticia Addams

Teatr Muzyczny w Poznaniu:
- Evita jako Eva Peron
- Jekyll & Hyde jako Lucy Harris
- Deszczowa piosenka jako Kathy Selden

Teatr Powszechny w Radomiu:
- Carmen Latina jako Carmen

Opera na Zamku w Szczecinie:
- Crazy for You jako Polly Baker

Opera i Filharmonia Podlaska w Białymstoku:
- Skrzypek na dachu jako Cajtl
- Big Band

Teatr Muzyczny w Łodzi:
- Pretty Woman jako Vivian Ward

Teatr Syrena w Warszawie:
- Rodzina Addamsów jako Morticia Addams

## Polski dubbing

### Seriale
• od 2021: Psia Brygada - Maya. 
- 2010: My Little Pony: Przyjaźń to magia – 
  - Tree Hugger (odc. 98)
  - gwary (odc. 97)
- 2013–2018: Jej wysokość Zosia

### Wykonanie piosenek
- 2017: Kraina Lodu. Przygoda Olafa – piosenka „Świąteczny czas”
- 2018: Mary Poppins powraca – piosenki „Okładka łatwo cię może zwieść” i „Do nieba bram”